# Wilhelm Miklas
Wilhelm Miklas (15 de octubre de 1872 en Krems an der Donau (Baja Austria) - 20 de marzo de 1956 en Viena) fue un político austriaco. Perteneciente al CS ("Partido Socialcristiano"), fue Bundespräsident del país centroeuropeo durante el periodo de entreguerras, concretamente de 1928 a 1938.

## Vida
Wilhelm Miklas, hijo de un funcionario de correos, estudió en Viena Historia y Geografía. Fue miembro de la organización estudiantil católica vienesa K.O.St.V. Franconia, parte de la asociación paraguas CV. Entre 1905 y 1922 fue director del instituto de educación secundaria de Horn, una localidad de su Baja Austria natal.
En 1907 comenzó su carrera política como diputado del Partido Social-Cristiano en el parlamento austriaco (Reichsrat), en una legislatura (1907-1911) durante la cual su grupo era el más numeroso en la cámara. Reelegido en 1911, desde 1918 formó parte del gobierno provisional de concentración nacional de la Austria Alemana y en febrero de 1919 fue elegido miembro de la asamblea constituyente del joven estado formado tras la Gran Guerra. El parlamento le eligió para su comité ejecutivo, el Staatsrat. En 1919 Miklas se convirtió en Subsecretario de Estado para la Cultura en el gabinete del canciller Karl Renner.
Cuando el parlamento se decidió el 12 de noviembre de 1918 a favor de una república como modelo de estado y de la anexión al Imperio Alemán, Miklas se manifestó en contra de esto último. Entre 1923 y 1938 fue presidente del Consejo Nacional austriaco (Nationalrat). La Asamblea Federal (Bundesversammlung) le eligió Presidente de Austria el 10 de diciembre de 1928. En 1930 apareció en una serie de sellos austriacos.
Durante la crisis de la llamada "autodesintegración del parlamento" en marzo de 1933 se abstuvo de exigir al gobierno una necesaria propuesta de disolución del Consejo Nacional y convocatoria de nuevas elecciones, así como de reemplazar el mismo por uno fiel a la constitución, atribución que le correspondía por ley. Del mismo modo, tampoco exigió al parlamento las propuestas de ley necesarias para cubrir puestos vacantes en el Tribunal Constitucional, con lo que dicho órgano quedó muy debilitado.
Debido a su pasividad —no hizo uso de ninguno de los derechos que la constitución le otorgaba para procurar un gobierno leal a la misma—, Miklas permitió a Engelbert Dollfuß erigir un estado autoritario "austrofascista". En notas encontradas después de su muerte, Miklas se manifestaba de forma crítica con la política de Dollfuß y su sucesor Kurt Schuschnigg. En particular criticaba la reinstauración de la pena de muerte. En su diario privado, Miklas escribió:

¿Es esto todavía un estado de derecho?. Tras la destrucción del Parlamento, ahora encima la destrucción del Tribunal Constitucional. ¡Lo que tiene que soportar una conciencia católica!

 Miklas nunca mostró en público estos puntos de vista.
En 1934, un atentado perpetrado por nacionalsocialistas austriacos contra la persona de Miklas fracasó. Miklas era impopular entre los nazis austriacos, por su negativa a amnistiar a presos del partido relacionados con el asesinato de Dollfuß en el Putsch del 34.

En su segunda legislatura, tras la dimisión de Schuschnigg la tarde del 11 de marzo de 1938, mientras la Wehrmacht alemana entraba en el país (véase Anschluss), sometido a las presiones de los nazis nombró canciller a Arthur Seyß-Inquart (los social-cristianos a los que Miklas se lo había propuesto habían rechazado hacerse cargo del puesto). Las SS rodearon el edificio de la cancillería de la Ballhausplatz en el que se encontraba el presidente "para la protección de Miklas". Cuando Seyß-Inquart le presentó a Miklas para que firmara la "ley de anexión" (Anschlussgesetz), que supondría el fin de Austria como estado independiente, Miklas dimitió (13 de marzo de 1938). Sus funciones de jefe de Estado las asumió el propio Seyß-Inquart, que sancionó la ley; esta entró en vigor al día siguiente.
La cuestión sobre por qué Miklas, consciente de la violación de la constitución que estaba teniendo lugar, no actuó contra Dollfuß, Schuschnigg y Seyß-Inquart es objeto de debate entre los historiadores. Algunos aseguran que Miklas temía por su numerosa familia y que por ello no se atrevió a poner en peligro su persona y su cargo. Cabe resaltar cómo las posteriores críticas de los socialdemócratas se centraron en las figuras prominentes del Austrofascismo, pero por el contrario prácticamente eximieron de culpa a Miklas, pasando por alto su pasividad, determinante en los eventos que sucedieron. Wilhelm Miklas pasó los años de la Segunda Guerra Mundial en su —todavía hoy existente— casa de la Hainburger Straße vienesa. Allí recibió su pensión como expresidente y, a diferencia de otras personalidades del régimen austrofascista, no fue perseguido por el régimen nazi.
A partir 1945 Miklas no volvió a desempeñar ningún cargo político, a pesar de que se le propuso volver a ser de nuevo presidente. En enero de 1948 Miklas prestó declaración en el "proceso de Wilhelmstraße" contra Ernst von Weizsäcker y otros (caso 11). El tribunal viajó ex profeso a Viena. Tras su muerte en 1956 fue enterrado en el cementerio ubicado en el distrito vienés de Döbling.

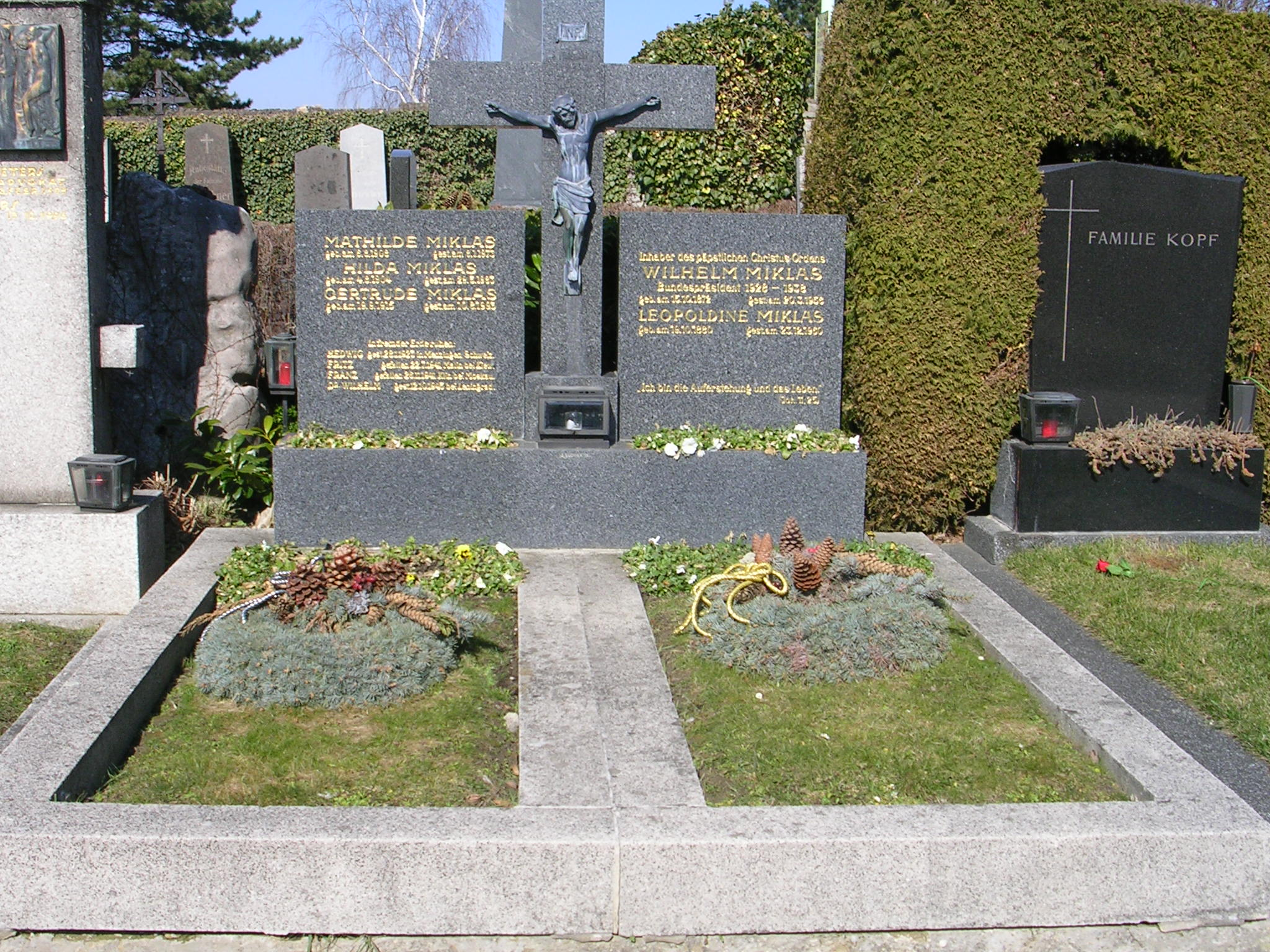
Tumba de Miklas en Viena.